# JOY JOY JOY/告白
「JOY JOY JOY／告白」（ジョイ ジョイ ジョイ／こくはく）は、OKAMOTO'Sの4枚目のシングル。2013年7月31日にアリオラジャパンから発売された。

## 収録曲
1. JOY JOY JOY [3:22]
（作詞:オカモトショウ／作曲:オカモトコウキ, オカモトショウ／編曲:OKAMOTO'S, 田中ユウスケ）
  - OKAMOTO'S TOUR 2013 Sing A Song Togetherのツアー中に「ツアーファイナルで新曲をやりたい」という話になり作った楽曲[1]。
  - オカモトショウは「夏フェスに出ると朝から晩まで四つ打ちの曲が鳴っていた。観客の求めるものであり、一つの流行ではあるが、それに対してバンド内で『どう思う？』と話し合った結果作った曲」。
  - オカモトコウキは「4つ打ちを否定するわけではないが、工夫は欲しいし、同じようなことをやっても仕方ない。というようなことをみんなで話し合った末に作った曲」と話している[2]。
  - The Strypesとの対談ではハマ・オカモトが冗談交じりに「日本の音楽マーケット向けに作った曲」と話した[3]。
2. 告白 [3:45]
（作詞・作曲:オカモトショウ／編曲:OKAMOTO'S）
  - NHK Eテレ「大!天才てれびくん」2013年度エンディングテーマ
3. Live at Osaka BIGCAT 20130420 (OKAMOTO'S TOUR 2013 Sing A Song Together) [21:24]
  - 2013年4月20日に大阪・BIG CATで行われたライブツアーの模様を収録。

  1. 共犯者
  2. Give&Take
  3. 欲望を叫べ!!!!
  4. Beek
  5. マジメになったら涙が出るぜ